# Cater 2 U
"Cater 2 U" (tạm dịch: "Chăm sóc Cho Anh") là một ca khúc được trình bày bởi nhóm nhạc nữ người Mỹ Destiny's Child. Ca khúc được viết bởi thành viên của nhóm, Beyoncé Knowles, Kelly Rowland và Michelle Williams, và Rodney Jerkins, Ricky "Ric Rude" Lewis, Robert Waller, trích từ album thứ tư và cuối cùng của nhóm Destiny Fulfilled (2004). Ca khúc được sản xuất bởi Knowles, Rude, Jerkins và được phát hành với tư cách là đĩa đơn thứ tư và cuối cùng của nhóm và mùa Hè 2005, xuất hiện với vị trí 14 trên bảng xếp hạng Billboard Hot 100 tại Mỹ. "Cater 2 U" sau đó cũng đã được đề cử hai Giải Grammy cho "Bài hát R&B Xuất sắc nhất" và "Trình diễn Song ca hoặc Nhóm nhạc R&B Xuất sắc nhất". Đây đồng thời cũng là đĩa đơn cuối cùng của nhóm xuất hiện trên các bảng xếp hạng.

## Video ca nhạc
Video ca nhạc cho "Cater 2 U" được đạo diễn bởi Jake Nava và quay phần lớn tại Red Rock Canyon State Park, California. Bản chỉnh đầu tiên được phát trên kênh MTV tại Mỹ vào tuần 14 tháng 3 năm 2005.
Video chủ yếu quay những cảnh thiên nhiên và những cảnh quay sắc đẹp, trong đó có cảnh nhóm khỏa thân và chỉ lấy tay che thân. Mỗi thành viên của nhóm đều xuất hiện với một quang cảnh khác nhau, Knowles thì đang đứng trên một tấm bạt nhảy tại một bể bơi, Williams thì nằm dài trên một chiếc ghế còn Rowland đang đứng trên một con đường giữa sa mạc. Video được chỉnh sửa giữa phần trình diễn của nhóm và những bước nhảy điêu luyện của họ trên một sa mạc.
Những cảnh quay trong video này được cắt khá gọn và nhanh nhẹn. Trong phần hậu trường của kênh MTV, Making The Video, video đúng ra gồm hai phiên bản khác nhau. Phiên bản thứ nhất gồm thêm nhiều cảnh phim khác cùng hình ảnh nhóm hóa trang thành những thiên thần, nhưng video chỉ được trình chiếu thế giới trên chương trình TRL.
Video này còn được kèm theo trong phiên bản Đĩa Đôi của album #1's và trong phiên bản Tiếng Nhật của DVD Destiny's Child: Live in Atlanta.

## Tranh cãi
Trong khi thực hiện album cuối cùng của nhóm, Destiny Fulfilled, ca sĩ kiêm nhạc sĩ Rickey Allen đã kiện nhóm vì cho rằng ca khúc này đã sáng tác dựa trên bài hát cùng tên mà anh đã viết cho nhóm giữa thập niên 1990. Sau đó, anh đã nói thêm rằng phiên bản gốc được anh đưa đến tay của nhà sản xuất Maurice Joshua, người thực hiện ca khúc này cho nhóm. Ngược lại, Joshua đã khẳng định rất nhiều lần rằng anh không hề giữ bản nhạc của Allen. Allen sau đó đã gửi đơn kiện của mình chống lại Destiny’s Child để bồi thường thiệt hại tại một tòa án tại Chicago, Illinois năm 2006 khi cả ba thành viên của nhóm đều xuất hiện và đưa lời khai. Vụ án đã kết thúc và chưa hề có một bất cứ thông tin nào về số tiền bồi thường của nhóm.

## Diễn biến trên bảng xếp hạng
Đĩa đơn thứ tư của Destiny Fulfilled không nhận được nhiều thành công bằng hai đĩa đơn đầu của nhóm, "Lose My Breath" và "Soldier". Dù vậy, ca khúc vẫn thành công hơn đĩa đơn "Girl" nhưng không vươn lên được vị trí top 10 trên bảng xếp hạng Billboard Hot 100 khi chỉ nằm tại vị trí #14. Sau đó, "Cater 2 U" còn không xuất hiện trong bảng xếp hạng nhạc Pop, Top 40 Mainstream và cả Pop 100 Airplay.
Tại Anh, video ca nhạc của "Cater 2 U" giành được nhiều lượt phát sóng trên truyền hình, nhưng nhận được ít yêu cầu từ đài phát thanh, vì vậy, ca khúc đã bị hoãn việc quảng bá tại đây. Còn tại Úc, ca khúc xuất hiện và nằm tại vị trí #15 nhưng chỉbảy tuần sau, ca khúc đã bị rơi xuống top 50.

## Xếp hạng
| Bảng xếp hạng (2005)                  | Vị trí cao nhất |
| ------------------------------------- | --------------- |
| Australian ARIA Chart                 | 15              |
| Dutch Top 40                          | 47              |
| New Zealand Singles Chart             | 4               |
| U.S. Billboard Hot 100                | 14              |
| U.S. Hot R&B/Hip-Hop Singles & Tracks | 3               |

## Thực hiện
- Giọng chính: Beyoncé Knowles (1 lời, hát dư), Kelly Rowland (1 lời) và Michelle Williams (1 lời)
- Chịu trách nhiệm thu âm: Beyoncé Knowles và Kelly Rowland
- Thu âm bởi: Jeff Villanueva và Jim Caruna tại Sony Music Studios, NYC
- Phối khí: Tony Maserati
- Giám đốc: Tom Coyne
- Guitar: Tim Stewart

## Định dạng và danh sách ca khúc
| - Đĩa đơn CD tại Mỹ 1. "Cater 2 U" (Storch Remix Edit) 2. "Cater 2 U" (Storch Remix) 3. "Cater 2 U" (Storch Remix Instrumental) 4. "Cater 2 U" (Bản của Album) 5. "Cater 2 U" (Joshua Remix) 6. "Cater 2 U" (Grizz to the Club) 7. "Cater 2 U" (Acappella) | - Đĩa đơn CD Maxi 1. "Cater 2 U" (Bản của Album) 2. "Cater 2 U" (Storch Remix Edit) 3. "Cater 2 U" (Grizz to the Club) 4. "Cater 2 U" (J. Beck Dance Remix) 5. "Girl" (Maurice Joshua "U Go Girl' Remix) |

## Những bản phối chính thức
| - "Cater 2 U" (Grizz To The Club) - "Cater 2 U" (George Mena & Franke Estevez Dance Mix) - "Cater 2 U" (J. Beck Dance Edit) - "Cater 2 U" (J. Beck Club Mix) - "Cater 2 U" (Dr. Octavo Shoestring Mix) - "Cater 2 U" (Dr. Octavo Crew Body'n'Soul Mix) | - "Cater 2 U" (Scott Storch Remix) - "Cater 2 U" (Scott Storch Remix) (cùng Arceo) - "Cater 2 U" (Scott Storch Remix - Bản chỉnh của đài phát thanh) - "Cater 2 U" (Scott Storch Remix - Nhạc nền) - "Cater 2 U" (Scott Storch Remix - Kèm theo Giọng chính) - "Cater 2 U" (Joshua Remix) - "Cater 2 U" (Chad Jack Remix) |